# Titanenkampf (Film)
Titanenkampf ist ein deutsches Science-Fiction-Stummfilmdrama aus dem Jahr 1916 von Joseph Delmont mit Erich Kaiser-Titz in einer Doppelrolle.

## Handlung
Der Wissenschaftler, Forscher und Nahrungsmittelbiologe Dr. Hjalmar Jörgensen hat etwas Revolutionäres entwickelt. In einer Zeit des großen Hungers hat er Pillen geschaffen, die das Ernährungsproblem lösen und die Bevölkerung sättigen können. Hjalmar legt es nicht auf Profitmaximierung an, vielmehr möchte er, dass diese Erfindung, mit der man künstliche Nahrung herstellen kann, allen zugutekommt und damit das weltweite Hungerproblem löst.
Sein Zwillingsbruder Olaf, den Hjalmar unentgeltlich bei sich aufgenommen hat, ist das genaue Gegenteil von ihm. Ihn interessiert nur, wie er aus Hjalmars Entdeckung viel Geld herausschlagen kann. Und so stiehlt er kurzerhand die Pillen, um sie an einen großen Firmentrust zu verhökern. Damit ihm Hjalmar bei dem Millionendeal nicht in die Quere kommt, hält Olaf mit einem Komplizen seinen Erfinderbruder kurzerhand gefangen und schlüpft währenddessen in Hjalmars Rolle. Doch Hjalmars Verlobte Ingeborg erkennt den Betrug und kann das Schlimmste verhindern.

## Produktionsnotizen
Titanenkampf passierte die Zensur im Juli 1916 und wurde im Dezember desselben Jahres uraufgeführt. In Österreich-Ungarn lief der Vierakter am 31. August 1917 an. Dort besaß er eine Spiellänge von 1350 Metern.
Der Untertitel des Films lautete: Ein zeitgemäßes Lebensbild aus dem Reiche der phantastischen Erfindungen. Titanenkampf war eine Produktion aus der Filmserie Rätselhafte Menschen.

## Kritiken
In Wiens Neue Kino-Rundschau heißt es: „"Titanenkampf" ist ein vieraktiges Drama, mit kriminalistischer Handlung, in welchem ... Erich Kaiser-Titz Gelegenheit geboten wird, in einer Doppelrolle sein Können zu zeigen. Auch die Leistung seiner Partnerin Ilse Bois ist zu erwähnen. Gute Regie und schöne Photographie sind weitere Vorzüge des Bildes.“
In Paimann’s Filmlisten ist zu lesen: „Stoff phantastisch, doch ebenso wie Spiel, Photos und Szenerie sehr gut.“